# The Wrong Trousers
The Wrong Trousers of voluit Wallace & Gromit in The Wrong Trousers (Nederlandse titel De verkeerde broek) is een Britse klei-animatiefilm uit 1993 met een looptijd van dertig minuten, inclusief aan- en aftiteling. Het was na A Grand Day Out uit 1989 de tweede productie waarin de door regisseur en schrijver Nick Park gecreëerde personages Wallace & Gromit de hoofdrol spelen. Park won voor The Wrong Trousers tien filmprijzen, waaronder zijn tweede Oscar (na die voor de korte animatiefilm Creature Comforts in 1991) en zijn tweede BAFTA Award (na die voor A Grand Day Out in 1990).
Parks volgende Wallace & Gromit-filmpje verscheen in 1995 met als titel A Close Shave en was eveneens een korte film.

## Verhaal
Uitvinder Wallace (met de Engelse stem van Peter Sallis en de Nederlandse stem van Pieter Tiddens) bewoont een huisje samen met zijn eigenlijk intelligentere hond Gromit. Die zorgt 's morgens altijd voor het ontbijt van zijn baasje, maar ziet deze keer op de kalender dat hij jarig is. Wanneer Wallace aan de ontbijttafel zit, lijkt hij de verjaardag van zijn hond te zijn vergeten. Gromit voelt zich niet gewaardeerd, maar Wallace heeft wel degelijk aan hem gedacht en drie cadeautjes voor hem ingepakt. De eerste twee zijn een halsband en een riem en doen Gromits wenkbrauwen al fronsen. Het derde en grootste cadeau blijkt een door Wallace uitgevonden 'technobroek'. Dit is een mechanische broek met voeten eronder en het hele apparaat is op afstand bedienbaar. Met de afstandsbediening kan Gromit zichzelf laten uitlaten door de technobroek. Gromit wordt alleen de helft van zijn gangbare route meegeslingerd door het apparaat. Hij vindt de broek belachelijk, maar is wat dat betreft wat gewend van Wallace.
Het maken van de technobroek heeft Wallace zoveel geld gekost dat hij geen geld meer heeft om een stapel rekeningen te betalen. Hij hangt een advertentie achter het raam om een kamer te huur aan te bieden. Er dient zich een pinguïn aan als huurder, alleen neemt die de slaapkamer van Gromit in en niet de minder goed bijgehouden kamer die Wallace overhad. De pinguïn blijkt ook een plaaggeest voor Gromit. Hij draait 's nachts harde muziek om de hond uit zijn slaap te houden en brengt Wallace 's morgens zijn pantoffels en krant, voordat Gromit dit kan doen. Wanneer de pinguïn 's avonds gezellig met Wallace aan de wijn zit terwijl Gromit buiten in zijn hok ligt, is voor Gromit de maat vol. Hij is blijkbaar vervangen, dus hij pakt een knapzak in en vertrekt. Hierop heeft de pinguïn gewacht, want zodra Wallace naar bed is, pakt hij zijn gereedschap en past hij de technobroek aan. Als Wallace de volgende morgen uit zijn mechanische bed wordt gekiept, komt hij deze keer niet neer op zijn stoel aan de ontbijttafel, maar met zijn benen in de mechanische broek. Hij kan er niet meer uit en met de afstandsbediening kan de pinguïn hem overal heen laten lopen waar hij wil.
Wanneer Gromit in de stad advertenties aan de muur bekijkt in de hoop een nieuw thuis te vinden, ziet hij dat er een foto van de pinguïn bijhangt. Het blijkt een opsporingsverzoek; de pinguïn is de gezochte crimineel Feathers McGraw. Gromit besluit hem te gaan schaduwen. McGraw blijkt van plan om het museum te beroven van een grote diamant. Hij gaat dit niet persoonlijk doen, maar wil wachten tot Wallace slaapt en die dan met de technobroek over het plafond, over de beveiligingslasers heen laten lopen. Een haak in de broek moet daarna de diamant binnenhengelen. Gromit wil dit niet laten gebeuren en besluit in te grijpen. Midden in de inbraak schrikt ook Wallace wakker. Samen gaan ze achter de met een geweer bewapende pinguïn aan die er met de diamant vandoor wil gaan. McGraw wordt niettemin gelanceerd doordat de speelgoedtrein waarop hij zit, botst tegen de schoen van de technobroek. Die stond op de rails. Wanneer hij neerkomt, vangt Gromit hem op in een melkfles en zit hij gevangen. Samen met Wallace brengt hij McGraw vervolgens naar de 'gevangenis' (het pinguïnverblijf in een dierentuin). Met de beloning die Wallace voor de pinguïn krijgt, kan hij zijn rekeningen betalen. Hierdoor heeft hij geen nieuwe huurder meer nodig.

## Trivia
- Een van de liedjes waarmee Feathers McGraw hond Gromit uit zijn slaap houdt, is het nummer How much is that doggie in the window?, dat in 1952 werd uitgebracht door Patti Page.
- Tijdens een scène zit Gromit The Republic te lezen. Dat werd geschreven door Plato, maar op Gromits boek staat Pluto (de hond van Mickey Mouse).
- Wanneer Gromit op de kalender de dag van zijn verjaardag omcirkelt, is dat de twaalfde van een maand met 29 dagen. Gromit blijkt daaruit op 12 februari jarig, ondanks dat de naam van de maand niet op de kalender staat.